# Liste des communes de la Polynésie française
Pour les autres listes de communes, voir Listes des communes de France.
Cette page recense les communes de la collectivité d'outre-mer de la Polynésie française. La Polynésie française comprend de très nombreuses îles appartenant à plusieurs archipels mais est administrativement divisée en 48 communes au 1er janvier 2020, en cinq subdivisions (ou districts) adaptées aussi à la législation locale. Il existe également des communes associées, au nombre de 98 (sur les 48 communes, 30 comprennent des communes associées).
Les noms des communes de la Polynésie française sont orthographiés conformément aux indications du Code officiel géographique,.
L'île inhabitée de Clipperton (à l'est de l'océan Pacifique Nord, au large du Mexique) ne lui est pas administrativement rattachée, mais est seulement gérée administrativement au nom de l'État français (et non de celui du gouvernement polynésien) par le haut commissaire de la République résidant en Polynésie française. Les collectivités locales de Polynésie française n'ont aucun rôle dans la gestion de cette île non polynésienne très éloignée.

## Par subdivision

Communes et subdivisions administratives de la Polynésie française.

Le découpage en communes résulte notamment de la loi no 71-1028 du 24 décembre 1971 (JO du 25 décembre 1971) et du décret no 72-407 du 17 mai 1972 (JO des 20 mai 1972 et 9 juillet 1972).
Le découpage en cinq subdivisions (communément appelés archipels), dont la liste suit, résulte du décret no 72-408 du 17 mai 1972 (JO du 20 mai 1972) :
- subdivision des Îles Marquises :
  - commune de Fatu-Hiva
  - commune de Hiva-Oa
  - commune de Nuku-Hiva (chef-lieu de la division)
  - commune de Tahuata
  - commune de Ua-Huka
  - commune de Ua-Pou
- subdivision des Îles Tuamotu-Gambier (dont Papeete est le siège administratif provisoire) :
  - commune de Anaa
  - commune de Arutua
  - commune de Fakarava
  - commune de Fangatau
  - commune de Gambier
  - commune de Hao
  - commune de Hikueru
  - commune de Makemo
  - commune de Manihi
  - commune de Napuka
  - commune de Nukutavake
  - commune de Pukapuka
  - commune de Rangiroa
  - commune de Reao
  - commune de Takaroa
  - commune de Tatakoto
  - commune de Tureia

Dans l'archipel de la Société :
- subdivision des Îles du Vent :
  - commune de Moorea-Maiao : couvre les îles de Moorea et Maiao
  - douze communes sur l'île de Tahiti :
    - commune de Arue : couvre également l'atoll de Tetiaroa
    - commune de Faaa
    - commune de Hitiaa O Te Ra
    - commune de Mahina
    - commune de Paea
    - commune de Papara
    - commune de Papeete (chef-lieu de la division et de la Polynésie française)
    - commune de Pirae
    - commune de Punaauia
    - commune de Taiarapu-Est : couvre également l'île de Mehetia
    - commune de Taiarapu-Ouest
    - commune de Teva I Uta
- subdivision des Îles Sous-le-Vent :
  - commune de Bora-Bora : couvre les atolls de Bora-Bora et Tupai
  - commune de Huahine
  - commune de Maupiti : couvre les atolls de Maupiti, Motu One, Manuae et Maupihaa (ou Mopelia)
  - commune de Tahaa
  - trois communes sur l'île de Raiatea :
    - commune de Taputapuatea
    - commune de Tumaraa
    - commune de Uturoa (chef-lieu de la division)
- subdivision des Îles Australes :
  - commune de Raivavae
  - commune de Rapa
  - commune de Rimatara
  - commune de Rurutu
  - commune de Tubuai (chef-lieu de la division).

## Liste des communes
La Polynésie française comptait 278 786 habitants au recensement de 2022, pour une densité de population moyenne de 66,9 hab./km2. La population moyenne des communes est 5 408 habitants, tandis que la population médiane est 2 173 habitants, très largement supérieures à la population moyenne et médiane des communes françaises (1 542 et 380 habitants respectivement).
| Nom            | Code Insee | Intercommunalité                                  | Superficie (km2) | Population (dernière pop. légale) | Densité (hab./km2) | Modifier                                    |
| -------------- | ---------- | ------------------------------------------------- | ---------------- | --------------------------------- | ------------------ | ------------------------------------------- |
| Anaa           | 98711      |                                                   | 55,95            | 970 (2022)                        | 17                 | modifier les données                        |
| Arue           | 98712      | Communauté de communes Teporionu'u                | 16,00            | 10 322 (2022)                     | 645                | modifier les données · modifier les données |
| Arutua         | 98713      |                                                   | 45,00            | 1 736 (2022)                      | 39                 | modifier les données                        |
| Bora-Bora      | 98714      |                                                   | 49,00            | 10 758 (2022)                     | 220                | modifier les données                        |
| Faaa           | 98715      |                                                   | 34,00            | 29 826 (2022)                     | 877                | modifier les données                        |
| Fakarava       | 98716      |                                                   | 2 682,00         | 1 679 (2022)                      | 0,63               | modifier les données · modifier les données |
| Fangatau       | 98717      |                                                   | 14,25            | 323 (2022)                        | 23                 | modifier les données                        |
| Fatu-Hiva      | 98718      | Communauté de communes des îles Marquises (CODIM) | 85,00            | 600 (2022)                        | 7,1                | modifier les données · modifier les données |
| Gambier        | 98719      |                                                   | 46,00            | 1 570 (2022)                      | 34                 | modifier les données                        |
| Hao            | 98720      |                                                   | 65,00            | 1 227 (2022)                      | 19                 | modifier les données                        |
| Hikueru        | 98721      |                                                   | 15,00            | 199 (2022)                        | 13                 | modifier les données                        |
| Hitiaa O Te Ra | 98722      | Communauté de communes Terehēamanu                | 218,00           | 10 196 (2022)                     | 47                 | modifier les données · modifier les données |
| Hiva-Oa        | 98723      | Communauté de communes des îles Marquises (CODIM) | 326,50           | 2 371 (2022)                      | 7,3                | modifier les données · modifier les données |
| Huahine        | 98724      | Communauté de communes Hava'i                     | 74,00            | 6 263 (2022)                      | 85                 | modifier les données · modifier les données |
| Mahina         | 98725      |                                                   | 51,60            | 14 623 (2022)                     | 283                | modifier les données                        |
| Makemo         | 98726      |                                                   | 100,00           | 1 391 (2022)                      | 14                 | modifier les données                        |
| Manihi         | 98727      |                                                   | 25,00            | 1 138 (2022)                      | 46                 | modifier les données                        |
| Maupiti        | 98728      | Communauté de communes Hava'i                     | 14,00            | 1 302 (2022)                      | 93                 | modifier les données · modifier les données |
| Moorea-Maiao   | 98729      |                                                   | 134,00           | 18 201 (2022)                     | 136                | modifier les données                        |
| Napuka         | 98730      |                                                   | 12,00            | 307 (2022)                        | 26                 | modifier les données                        |
| Nuku-Hiva      | 98731      | Communauté de communes des îles Marquises (CODIM) | 387,80           | 3 025 (2022)                      | 7,8                | modifier les données · modifier les données |
| Nukutavake     | 98732      |                                                   | 13,50            | 287 (2022)                        | 21                 | modifier les données                        |
| Paea           | 98733      |                                                   | 65,00            | 12 756 (2022)                     | 196                | modifier les données                        |
| Papara         | 98734      | Communauté de communes Terehēamanu                | 93,00            | 11 743 (2022)                     | 126                | modifier les données · modifier les données |
| Papeete        | 98735      |                                                   | 17,40            | 26 654 (2022)                     | 1 532              | modifier les données · modifier les données |
| Pirae          | 98736      | Communauté de communes Teporionu'u                | 35,00            | 14 068 (2022)                     | 402                | modifier les données · modifier les données |
| Pukapuka       | 98737      |                                                   | 5,00             | 137 (2022)                        | 27                 | modifier les données                        |
| Punaauia       | 98738      |                                                   | 76,00            | 28 781 (2022)                     | 379                | modifier les données                        |
| Raivavae       | 98739      |                                                   | 16,00            | 900 (2022)                        | 56                 | modifier les données                        |
| Rangiroa       | 98740      |                                                   | 139,00           | 3 761 (2022)                      | 27                 | modifier les données                        |
| Rapa           | 98741      | Communauté de communes Te Tama a Hiro             | 40,61            | 451 (2022)                        | 11                 | modifier les données · modifier les données |
| Reao           | 98742      |                                                   | 18,00            | 513 (2022)                        | 29                 | modifier les données                        |
| Rimatara       | 98743      | Communauté de communes Te Tama a Hiro             | 9,13             | 893 (2022)                        | 98                 | modifier les données · modifier les données |
| Rurutu         | 98744      | Communauté de communes Te Tama a Hiro             | 29,00            | 2 163 (2022)                      | 75                 | modifier les données · modifier les données |
| Tahaa          | 98745      | Communauté de communes Hava'i                     | 88,00            | 5 296 (2022)                      | 60                 | modifier les données · modifier les données |
| Tahuata        | 98746      | Communauté de communes des îles Marquises (CODIM) | 61,00            | 595 (2022)                        | 9,8                | modifier les données · modifier les données |
| Taiarapu-Est   | 98747      | Communauté de communes Terehēamanu                | 15,00            | 13 602 (2022)                     | 907                | modifier les données · modifier les données |
| Taiarapu-Ouest | 98748      | Communauté de communes Terehēamanu                | 104,00           | 8 371 (2022)                      | 80                 | modifier les données · modifier les données |
| Takaroa        | 98749      |                                                   | 35,00            | 1 050 (2022)                      | 30                 | modifier les données                        |
| Taputapuatea   | 98750      | Communauté de communes Hava'i                     | 88,00            | 5 007 (2022)                      | 57                 | modifier les données · modifier les données |
| Tatakoto       | 98751      |                                                   | 7,90             | 180 (2022)                        | 23                 | modifier les données                        |
| Teva I Uta     | 98752      | Communauté de communes Terehēamanu                | 120,00           | 10 837 (2022)                     | 90                 | modifier les données · modifier les données |
| Tubuai         | 98753      | Communauté de communes Te Tama a Hiro             | 45,00            | 2 185 (2022)                      | 49                 | modifier les données · modifier les données |
| Tumaraa        | 98754      | Communauté de communes Hava'i                     | 71,00            | 3 718 (2022)                      | 52                 | modifier les données · modifier les données |
| Tureia         | 98755      |                                                   | 38,00            | 261 (2022)                        | 6,9                | modifier les données                        |
| Ua-Huka        | 98756      | Communauté de communes des îles Marquises (CODIM) | 83,40            | 719 (2022)                        | 8,6                | modifier les données · modifier les données |
| Ua-Pou         | 98757      | Communauté de communes des îles Marquises (CODIM) | 105,60           | 2 168 (2022)                      | 21                 | modifier les données · modifier les données |
| Uturoa         | 98758      | Communauté de communes Hava'i                     | 16,00            | 3 663 (2022)                      | 229                | modifier les données · modifier les données |